# Calzadilla de Tera
Calzadilla de Tera település Spanyolországban,  Zamora tartományban. Calzadilla de Tera Otero de Bodas és Vega de Tera községekkel határos. Lakosainak száma 287 fő (2024).

## Népesség
A település népessége az utóbbi években az alábbiak szerint változott:
| Lakosok száma | 500  | 467  | 418  | 416  | 386  | 364  | 331  | 300  | 302  | 287  |
|               | 2001 | 2004 | 2007 | 2009 | 2012 | 2014 | 2017 | 2019 | 2022 | 2024 |